# Смединг, Эллия
Эллия Смединг (англ. Ellia Smeding; род. 8 ноября 1996 года, в Эйлсбери, графство Бакингемшир) — британская конькобежка, рекордсменка Великобритании на дистанциях 500, 1000 и 1500 метров. Участница зимних Олимпийских игр 2022 года.

## Биография
Эллия Смединг родилась в Англии в семье матери-британки и отца-голландца, которые познакомились в лондонском университете. Эллия провела раннее детство в графстве Оксфордшир до тех пор, пока она и две её сестры не пошли в среднюю школу. Когда Эллии было около 8-ми лет, её семья на время переехала в Нидерланды в город Харлинген, чтобы трое детей могли выучить язык, однако импонравилось там и семья осталась. 
С раннего детства Эллии очень нравилось кататься на роликах летом, а зимой на коньках. В возрасте 9 лет она присоединилась к местному конькобежному клубу, но ей не предложили место в командах талантов или развития. Её сёстры также занялись элитными видами спорта – одна стала пловчихой, а другая - гребцом.
В 11 лет она начала участвовать в соревнованиях. В 2016 году начала выступления за юниорскую сборную Великобритании на кубке мира среди юниоров. Из-за легочной инфекции она не смогла выступить на чемпионате мира среди юниоров 2017 года в Хельсинки. Она была знаменосцем Великобритании на церемонии открытия зимних Всемирных Универсиад 2017 года в Алматы.
Сезон 2019/20 годов стал годом прорыва для Смединг, поскольку она финишировала 14-й в беге на 1000 метров и 18-й на 1500 метров на чемпионате Европы в Херенвене. На чемпионате мира на отдельных дистанциях в Херенвене в 2021 году она заняла 23-е место на дистанции 1000 метров. В декабре 2021 года она установила новые национальные рекорды на дистанциях 500, 1000 и 1500 метров. 
В начале 2022 года Смединг заняла 9-е место в беге на 1500 м и 8-е на 1000 м на чемпионате Европы на одиночных дистанциях в Херенвене. В феврале участвовала на зимних Олимпийских играх в Пекине, где заняла 27-е место в беге на 1500 метров и 23-е на дистанции 1000 метров. Она стала первой женщиной-конькобежцем, которая за 42 года представляла Великобританию на Олимпиаде.
В марте 2022 года она поднялась на 9-е место в общем зачёте на чемпионате мира в спринтерском многоборье в Хамаре, заняв лучшее своё 6-е место в беге на 1000 метров. 

## Личная жизнь
Эллия Смединг находится в паре с Корнелиусом Керстеном, также конькобежцем национальной сборной Великобритании. Знают друг друга с подросткового возраста, впервые встретившись на чемпионате Великобритании 2014 года, где оба доминировали на своих соревнованиях. Пара официально сошлась в 2018 году. Вместе они живут в Херенвене и управляют успешным кофейной компанией "Brew 22", которую открыли в 2019 году. в то время как она также изучает юриспруденцию и психологию в Университете прикладных наук Ханзе в Гронингене. Её родители - мать Сью и отец - Сьяак поддерживали свою дочь финансами, чтобы она добилась своей цели в катании.